# Abundența elementelor chimice

Proporțiile estimate ale materiei, materiei întunecate și energiei întunecate conform cercetărilor Wilkinson Microwave Anisotropy Probe

Abundența unui element chimic este o mărime ce arată proporția acelui element într-un mediu dat.
Astfel, în cazul mediului terestru, indicatorul se numește abundență naturală.
În cazul întregului Univers, proporția elementelor chimice în materia cosmică se deduce prin stabilirea mediei proporțiilor acestora în Soare, meteoriți, Pământ, Lună, stele, nebuloase, raze cosmice etc. și se obține abundența cosmică relativă adică numărul de atomi ai unui element ce revin la un anumit număr de atomi ai elementului de referință (de obicei, la 106 atomi de siliciu).
În general, cu toate că unele corpuri cerești pot avea o compoziție chimică ieșită din comun, deviația compoziției chimice a acestora de la această medie poate fi explicată.
Hidrogenul este elementul cel mai abundent în Cosmos, fiind secondat de heliu; apoi urmează elementele mai grele, abundența acestora scăzând exponențial cu greutatea atomică (masa lor nu reprezintă însă decât câteva sutimi din masa totală).
Curba ce exprimă abundența relativă a elementelor în funcție de numărul atomic Z prezintă maxime secundare.
Abundența elementelor este explicată prin condițiile de formare a elementelor în reacțiile termonucleare din stele.
Deficitul de elemente ușoare (hidrogen, heliu) în cazul Pământului și meteoriților se poate explica prin masa mică a acestor aștri, care nu pot reține gazele ușoare.
Deficitul de metale în stelele din populația a II-a se poate explica prin formarea timpurie a acestor stele, când mediul interstelar era sărac în elemente grele, acestea sintetizăndu-se ulterior în interiorul stelelor.
Abundența observată pentru diferitele elemente constituie o probă de bază pentru verificarea teoriilor privind formarea elementelor chimice, ca și pentru aceea a teoriilor cosmologice.
| Abundența cosmică medie a elementelor raportată la o abundență a siliciului de 106 |           |                    |     |                                  |
| Z                                                                                  | Elementul | Simbolul           | A   | Abundența                        |
| 1                                                                                  | Hidrogen  | {\displaystyle H}  | 1   | {\displaystyle 3,2\cdot 10^{10}} |
| 2                                                                                  | Heliu     | {\displaystyle He} | 4   | {\displaystyle 4,1\cdot 10^{9}}  |
| 3                                                                                  | Litiu     | {\displaystyle Li} | 7   | {\displaystyle 100}              |
| 4                                                                                  | Beriliu   | {\displaystyle Be} | 9   | {\displaystyle 20}               |
| 5                                                                                  | Bor       | {\displaystyle B}  | 11  | {\displaystyle 24}               |
| 6                                                                                  | Carbon    | {\displaystyle C}  | 12  | {\displaystyle 1,1\cdot 10^{7}}  |
| 7                                                                                  | Azot      | {\displaystyle N}  | 14  | {\displaystyle 3,0\cdot 10^{6}}  |
| 8                                                                                  | Oxigen    | {\displaystyle O}  | 16  | {\displaystyle 3,1\cdot 10^{7}}  |
| 9                                                                                  | Fluor     | {\displaystyle F}  | 19  | {\displaystyle 1.600}            |
| 10                                                                                 | Neon      | {\displaystyle Ne} | 20  | {\displaystyle 8,6\cdot 10^{6}}  |
| 11                                                                                 | Sodiu     | {\displaystyle Na} | 23  | {\displaystyle 4,4\cdot 10^{4}}  |
| 12                                                                                 | Magneziu  | {\displaystyle Mg} | 24  | {\displaystyle 9,1\cdot 10^{5}}  |
| 13                                                                                 | Aluminiu  | {\displaystyle Al} | 27  | {\displaystyle 9,5\cdot 10^{4}}  |
| 14                                                                                 | Siliciu   | {\displaystyle Si} | 28  | {\displaystyle 1,0\cdot 10^{6}}  |
| 15                                                                                 | Fosfor    | {\displaystyle P}  | 31  | {\displaystyle 1,0\cdot 10^{4}}  |
| 16                                                                                 | Sulf      | {\displaystyle S}  | 32  | {\displaystyle 3,8\cdot 10^{5}}  |
| 17                                                                                 | Clor      | {\displaystyle Cl} | 35  | {\displaystyle 8.800}            |
| 18                                                                                 | Argon     | {\displaystyle A}  | 40  | {\displaystyle 1,5\cdot 10^{5}}  |
| 19                                                                                 | Potasiu   | {\displaystyle K}  | 39  | {\displaystyle 3.160}            |
| 20                                                                                 | Calciu    | {\displaystyle Ca} | 40  | {\displaystyle 4,9\cdot 10^{4}}  |
| 21                                                                                 | Scandiu   | {\displaystyle Sc} | 45  | {\displaystyle 28}               |
| 22                                                                                 | Titan     | {\displaystyle Ti} | 48  | {\displaystyle 2.400}            |
| 23                                                                                 | Vanadiu   | {\displaystyle V}  | 51  | {\displaystyle 220}              |
| 24                                                                                 | Crom      | {\displaystyle Cr} | 52  | {\displaystyle 7.800}            |
| 25                                                                                 | Mangan    | {\displaystyle Mn} | 55  | {\displaystyle 6.850}            |
| 26                                                                                 | Fier      | {\displaystyle Fe} | 56  | {\displaystyle 6,0\cdot 10^{5}}  |
| 27                                                                                 | Cobalt    | {\displaystyle Co} | 59  | {\displaystyle 1.800}            |
| 28                                                                                 | Nichel    | {\displaystyle Ni} | 58  | {\displaystyle 2,7\cdot 10^{4}}  |
| 29                                                                                 | Cupru     | {\displaystyle Cu} | 63  | {\displaystyle 212}              |
| 30                                                                                 | Zinc      | {\displaystyle Zn} | 64  | {\displaystyle 490}              |
| 35                                                                                 | Brom      | {\displaystyle Br} | 79  | {\displaystyle 13}               |
| 36                                                                                 | Kripton   | {\displaystyle Kr} | 84  | {\displaystyle 51}               |
| 37                                                                                 | Rubidiu   | {\displaystyle Rb} | 85  | {\displaystyle 6,5}              |
| 38                                                                                 | Stronțiu  | {\displaystyle Sr} | 88  | {\displaystyle 19}               |
| 39                                                                                 | Ytriu     | {\displaystyle Y}  | 81  | {\displaystyle 8,9}              |
| 40                                                                                 | Zirconiu  | {\displaystyle Zr} | 90  | {\displaystyle 54}               |
| 50                                                                                 | Staniu    | {\displaystyle Sn} | 120 | {\displaystyle 1,33}             |
| 51                                                                                 | Stibiu    | {\displaystyle Sb} | 121 | {\displaystyle 0,25}             |
| 52                                                                                 | Telur     | {\displaystyle Te} | 130 | {\displaystyle 4,7}              |
| 53                                                                                 | Iod       | {\displaystyle I}  | 127 | {\displaystyle 0,80}             |
| 54                                                                                 | Xenon     | {\displaystyle Xe} | 132 | {\displaystyle 4,0}              |
| 55                                                                                 | Cesiu     | {\displaystyle Cs} | 133 | {\displaystyle 0,46}             |
| 56                                                                                 | Bariu     | {\displaystyle Ba} | 138 | {\displaystyle 3,66}             |
| 76                                                                                 | Osmiu     | {\displaystyle Os} | 192 | {\displaystyle 1,00}             |
| 77                                                                                 | Iridiu    | {\displaystyle Ir} | 193 | {\displaystyle 0,82}             |
| 78                                                                                 | Platină   | {\displaystyle Pt} | 195 | {\displaystyle 1,6}              |
| 79                                                                                 | Aur       | {\displaystyle Au} | 197 | {\displaystyle 0,14}             |
| 80                                                                                 | Mercur    | {\displaystyle Hg} | 202 | {\displaystyle 0,017}            |
| 81                                                                                 | Taliu     | {\displaystyle Tl} | 205 | {\displaystyle 0,0062}           |
| 82                                                                                 | Plumb     | {\displaystyle Pb} | 208 | {\displaystyle 0,12}             |
| 83                                                                                 | Bismut    | {\displaystyle Bi} | 209 | {\displaystyle 0,078}            |
| 90                                                                                 | Thoriu    | {\displaystyle Th} | 232 | {\displaystyle 0,033}            |
| 92                                                                                 | Uraniu    | {\displaystyle U}  | 238 | {\displaystyle 0,018}            |